# فین کول
فینلی لوئیس جی. کول (انگلیسی: Finlay Lewis J. Cole زاده ۱۹۹۵) بازیگر اهل انگلستان است.
او در مجموعه‌های تلویزیونی قلمرو حیوانات (۲۰۱۶-اکنون) و پیکی بلایندرز (۲۰۱۴-۲۰۲۲) و فیلم‌های سرزمین رؤیایی (۲۰۱۹) و سریع و خشمگین ۹ (۲۰۲۱) بازی کرده‌است.
وی در مجموعه تلویزیونی پیکی بلایندرز با برادرش جو کول هم بازی بود.